# Râul Valea Neagră, Crasna
Râul Valea Neagră este un curs de apă, afluent al râului Crasna. 